# Sanae Abdi
Sanae Abdi (nascida a 7 de julho de 1986) é uma política germano-marroquina que foi eleita membro do Bundestag pelo círculo eleitoral de Colónia I nas eleições federais de 2021.